# Ilha Guishan
Ilha Guishan/Gueishan ou Kweishan/Kueishan, também chamada de Ilha Íngreme ou Ilha da Tartaruga, é uma ilha no Oceano Pacífico, parte do município de Toucheng, condado de Yilan, Taiwan  e localizada 9,1 quilômetros a leste do porto de pesca de Kengfang. O nome da ilha deriva da semelhança da topografia da ilha com a forma de uma tartaruga.  A ilha é um vulcão adormecido que entrou em erupção pela última vez em 1785.

## História
A população local, constituída maioritariamente por pescadores, foi deslocada em 1977 devido às dificuldades associadas à vida cotidiana no local. Entre 1977 e 2000, a ilha tornou-se sede de base militar e atualmente é administrada como um destino turístico e área de conservação natural. Existem restrições para visitantes devido à proteção ambiental. Em 2000, a ilha foi oficialmente aberta ao turismo como parque ecológico marítimo.
Em 13 de maio de 2016, o então presidente Ma Ying-jeou visitou a ilha.
Em 3 de abril de 2024, uma grande parte da ilha desabou no oceano após o terremoto de 2024 em Taiwan.